# US Open 2013
Gli US Open 2013 sono stati un torneo di tennis giocato all'USTA Billie Jean King National Tennis Center di Flushing Meadows a New York, su campi di cemento DecoTurf all'aperto. Si trattava della 133ª edizione degli US Open, quarta e ultima prova del Grande Slam nell'ambito dell'ATP World Tour 2013 e del WTA Tour 2013. 
I campioni uscenti dei singolari maschile e femminile erano Andy Murray e Serena Williams, la statunitense è riuscita a difenderlo, mentre nel maschile ha avuto la meglio Rafael Nadal.

## Programma del torneo
Il torneo si è svolto in 16 giornate divise in due settimane. A causa delle condizioni meteorologiche avverse che hanno caratterizzato le ultime edizioni e hanno costretto gli organizzatori a posticipare la fine del torneo al terzo lunedì di gare per cinque anni di fila, si è deciso di fissare la fine dell'evento proprio per il terzo lunedì, invece che la tradizionale domenica, dando ai giocatori un giorno in più per prepararsi alla finale.

## Qualificazioni, wildcard e sorteggio
Le qualificazioni assegnano 16 posti per ciascuno dei due tornei di singolare, e si disputano fra il 20 e il 23 agosto 2013.

### Singolare maschile
1. Michail Kukuškin
2. Ivo Karlović
3. Florent Serra
4. Philipp Petzschner
5. Rogério Dutra da Silva,
6. Somdev Devvarman
7. Thomas Fabbiano
8. Donald Young
9. Nick Kyrgios
10. Frank Dancevic
11. Peter Gojowczyk
12. Gō Soeda
13. Daniel Evans
14. Máximo González
15. Stéphane Robert
16. Albano Olivetti

### Singolare femminile
1. Jil Teichmann
2. Casey Dellacqua
3. Sharon Fichman
4. Grace Min
5. Victoria Duval
6. Coco Vandeweghe
7. Duan Yingying
8. Kurumi Nara
9. Maria João Koehler
10. Vera Duševina
11. Mirjana Lučić-Baroni
12. Chanel Simmonds
13. Michelle Larcher de Brito
14. Julia Glushko
15. Ajla Tomljanović
16. Aleksandra Krunić
17. Camila Giorgi

## Wildcard
Ai seguenti giocatori è stata assegnata una wildcard per accedere al tabellone principale.

### Singolare maschile
- Collin Altamirano
- Brian Baker
- James Duckworth
- Ryan Harrison
- Bradley Klahn
- Guillaume Rufin
- Tim Smyczek
- Rhyne Williams

### Singolare femminile
- Ashleigh Barty
- Nicole Gibbs
- Vania King
- Virginie Razzano
- Alison Riske
- Shelby Rogers
- Maria Sanchez
- Sachia Vickery

### Doppio maschile
- James Blake /  Jack Sock
- Jarmere Jenkins /  Mac Styslinger
- Steve Johnson /  Michael Russell
- Bradley Klahn /  Sam Querrey
- Austin Krajicek /  Denis Kudla
- Alex Kuznetsov /   Bobby Reynolds
- Paul Oosterbaan /  Ronnie Schneider

### Doppio femminile
- Mallory Burdette /  Taylor Townsend
- Jill Craybas /  Coco Vandeweghe
- Lauren Davis /  Grace Min
- Daniela Hantuchová /  Martina Hingis
- Allie Kiick /  Sachia Vickery
- Melanie Oudin /  Alison Riske
- Shelby Rogers /  Maria Sanchez

### Doppio misto
- Kaitlyn Christian /  Dennis Novikov
- Victoria Duval /  Donald Young
- Martina Hingis /  Mahesh Bhupathi
- Megan Moulton-Levy /  Eric Butorac
- Melanie Oudin /  Austin Krajicek
- Sabrina Santamaria /  Jarmere Jenkins
- Yasmin Schnack /  Eric Roberson
- Sloane Stephens /  Jack Sock

Il sorteggio dei tabelloni principali è stato effettuato il 22 agosto 2013.

## Tennisti partecipanti ai singolari

### Singolare maschile
- Singolare maschile

| Campione               | Campione               | Finalista             | Finalista                  |
| ---------------------- | ---------------------- | --------------------- | -------------------------- |
| Rafael Nadal (2)       | Rafael Nadal (2)       | Novak Đoković (1)     | Novak Đoković (1)          |
| Semifinalisti          |                        |                       |                            |
| Stan Wawrinka (9)      | Stan Wawrinka (9)      | Richard Gasquet (8)   | Richard Gasquet (8)        |
| Eliminati ai quarti    |                        |                       |                            |
| Michail Južnyj (21)    | Andy Murray (3)        | David Ferrer (4)      | Tommy Robredo (19)         |
| Eliminati agli ottavi  |                        |                       |                            |
| Marcel Granollers      | Lleyton Hewitt         | Denis Istomin         | Tomáš Berdych (5)          |
| Milos Raonic (10)      | Janko Tipsarević (18)  | Roger Federer (7)     | Philipp Kohlschreiber (22) |
| Eliminati al 3º turno  |                        |                       |                            |
| João Sousa             | Tim Smyczek (WC)       | Tommy Haas (12)       | Evgenij Donskoj            |
| Florian Mayer          | Andreas Seppi (20)     | Marcos Baghdatis      | Julien Benneteau (31)      |
| Dmitrij Tursunov (32)  | Feliciano López (23)   | Jack Sock             | Michail Kukuškin (Q)       |
| Adrian Mannarino       | Daniel Evans (Q)       | John Isner (13)       | Ivan Dodig                 |
| Eliminati al 2º turno  |                        |                       |                            |
| Benjamin Becker        | Jarkko Nieminen        | Alex Bogomolov Jr.    | Rajeev Ram                 |
| Lu Yen-hsun            | Aleksandr Dolhopolov   | Peter Gojowczyk (Q)   | Juan Martín del Potro (6)  |
| Leonardo Mayer         | Donald Young (Q)       | Somdev Devvarman (Q)  | Tobias Kamke               |
| Ivo Karlović (Q)       | Kevin Anderson (17)    | Jérémy Chardy         | Denis Kudla                |
| Stéphane Robert (Q)    | Guillaume Rufin (WC)   | Bradley Klahn (WC)    | Pablo Andújar              |
| Máximo González (Q)    | Dudi Sela              | Andreas Haider-Maurer | Roberto Bautista Agut      |
| Carlos Berlocq         | Sam Querrey (26)       | Frank Dancevic (Q)    | Bernard Tomić              |
| Gaël Monfils           | Édouard Roger-Vasselin | Nikolaj Davydenko     | Rogério Dutra da Silva (Q) |
| Eliminati al 1º turno  |                        |                       |                            |
| Ričardas Berankis      | Lukáš Rosol            | Łukasz Kubot          | Grigor Dimitrov (25)       |
| Benoît Paire (24)      | James Duckworth (WC)   | Jürgen Zopp           | Fabio Fognini (16)         |
| Paul-Henri Mathieu     | Daniel Gimeno Traver   | David Goffin          | Nicolas Mahut              |
| Jürgen Melzer (29)     | Igor Sijsling          | Brian Baker (WC)      | Guillermo García López     |
| Michaël Llodra         | Victor Hănescu         | Martin Kližan         | Juan Mónaco (28)           |
| Xavier Malisse         | Lukáš Lacko            | Steve Johnson         | Nicolás Almagro (15)       |
| Radek Štěpánek         | James Blake            | Gō Soeda (Q)          | Daniel Brands              |
| Michał Przysiężny      | Serhij Stachovs'kyj    | Jiří Veselý           | Paolo Lorenzi              |
| Michael Russell        | Albano Olivetti (Q)    | Jan-Lennard Struff    | Aljaž Bedene               |
| Florent Serra (Q)      | Kenny de Schepper      | Thiemo de Bakker      | Thomas Fabbiano (Q)        |
| Jerzy Janowicz (14)    | Philipp Petzschner (Q) | Andrej Kuznecov       | Pablo Cuevas               |
| Ernests Gulbis (30)    | Andrej Martin (LL)     | Thomaz Bellucci       | Nick Kyrgios (Q)           |
| Grega Žemlja           | Santiago Giraldo       | Horacio Zeballos      | Guido Pella                |
| Marinko Matosevic      | Robin Haase            | Albert Ramos Viñolas  | Kei Nishikori (11)         |
| Filippo Volandri       | Adrian Ungur           | Albert Montañés       | Collin Altamirano (WC)     |
| Fernando Verdasco (27) | Rhyne Williams (WC)    | Vasek Pospisil        | Ryan Harrison (WC)         |

### Singolare femminile
- Singolare femminile

| Campionessa                   | Campionessa                   | Finalista                 | Finalista                 |
| ----------------------------- | ----------------------------- | ------------------------- | ------------------------- |
| Serena Williams (1)           | Serena Williams (1)           | Viktoryja Azaranka (2)    | Viktoryja Azaranka (2)    |
| Semifinaliste                 |                               |                           |                           |
| Li Na (5)                     | Li Na (5)                     | Flavia Pennetta           | Flavia Pennetta           |
| Eliminate ai quarti           |                               |                           |                           |
| Carla Suárez Navarro (18)     | Ekaterina Makarova (24)       | Roberta Vinci (10)        | Daniela Hantuchová        |
| Eliminate agli ottavi         |                               |                           |                           |
| Sloane Stephens (15)          | Angelique Kerber (8)          | Agnieszka Radwańska (3)   | Jelena Janković (9)       |
| Camila Giorgi (Q)             | Simona Halep (21)             | Alison Riske (WC)         | Ana Ivanović (13)         |
| Eliminate al 3º turno         |                               |                           |                           |
| Jaroslava Švedova             | Jamie Hampton (23)            | Zheng Jie                 | Kaia Kanepi (25)          |
| Anastasija Pavljučenkova (32) | Sabine Lisicki (16)           | Kurumi Nara (Q)           | Laura Robson (30)         |
| Caroline Wozniacki (6)        | Karin Knapp                   | Marija Kirilenko (14)     | Svetlana Kuznecova (27)   |
| Petra Kvitová (7)             | Julia Glushko (Q)             | Christina McHale          | Alizé Cornet (26)         |
| Eliminate al 2º turno         |                               |                           |                           |
| Galina Voskoboeva             | Patricia Mayr-Achleitner (LL) | Kristina Mladenovic       | Urszula Radwańska         |
| Venus Williams                | Coco Vandeweghe (Q)           | Anna Karolína Schmiedlová | Eugenie Bouchard          |
| María Teresa Torró Flor       | Ashleigh Barty (WC)           | Bethanie Mattek-Sands     | Paula Ormaechea           |
| Alisa Klejbanova              | Sorana Cîrstea (19)           | Caroline Garcia           | Sofia Arvidsson           |
| Chanelle Scheepers            | Hsieh Su-wei                  | Elena Vesnina (22)        | Lucie Šafářová            |
| Michelle Larcher de Brito (Q) | Donna Vekić                   | Peng Shuai                | Sara Errani (4)           |
| Bojana Jovanovski             | Mona Barthel (28)             | Sachia Vickery (WC)       | Victoria Duval (Q)        |
| Alexandra Dulgheru (PR)       | Elina Svitolina               | Ajla Tomljanović (Q)      | Aleksandra Wozniak (PR)   |
| Eliminate al 1º turno         |                               |                           |                           |
| Francesca Schiavone           | Monica Niculescu              | Ol'ga Alekseevna Pučkova  | Magdaléna Rybáriková (29) |
| Lara Arruabarrena Vecino      | Anabel Medina Garrigues       | Irina-Camelia Begu        | Mandy Minella             |
| Kirsten Flipkens (12)         | Kiki Bertens                  | Aleksandra Krunić (Q)     | Lauren Davis              |
| Vania King (WC)               | Stefanie Vögele               | Karolína Plíšková         | Lucie Hradecká            |
| Sílvia Soler Espinosa         | Marina Eraković               | Estrella Cabeza Candela   | Virginie Razzano (WC)     |
| Polona Hercog                 | Mathilde Johansson            | Kimiko Date-Krumm         | Vera Duševina (Q)         |
| Madison Keys                  | Mónica Puig                   | Alexandra Cadanțu         | Sharon Fichman (Q)        |
| Lourdes Domínguez Lino        | Shelby Rogers (WC)            | Petra Cetkovská           | Ol'ga Govorcova           |
| Duan Yingying (Q)             | Chanel Simmonds (Q)           | Jana Čepelová             | Klára Zakopalová (31)     |
| Annika Beck                   | Grace Min (Q)                 | Lesja Tsurenko            | Tímea Babos               |
| Yanina Wickmayer              | Eléni Daniilídou              | Mariana Duque Mariño      | Heather Watson            |
| Mallory Burdette              | Yvonne Meusburger             | Nicole Gibbs (WC)         | Olivia Rogowska (LL)      |
| Misaki Doi                    | Andrea Petković               | Cvetana Pironkova         | Johanna Larsson           |
| Nadia Petrova (20)            | Mirjana Lučić (Q)             | Maria Sanchez (WC)        | Samantha Stosur (11)      |
| Anna Tatišvili                | Varvara Lepchenko             | Julia Görges              | Dominika Cibulková (17)   |
| Maria João Koehler (Q)        | Casey Dellacqua (Q)           | Vesna Dolonc              | Dinah Pfizenmaier         |

## Seniors

### Singolare maschile
Rafael Nadal ha sconfitto in finale  Novak Đoković con il punteggio di 6–2, 3–6, 6–4, 6–1.
- È il tredicesimo titolo dello Slam in carriera per Nadal e il secondo del 2013.

### Singolare femminile
Serena Williams ha sconfitto in finale  Viktoryja Azaranka con il punteggio di 7–5, 6(6)–7, 6–1.
- È il diciassettesimo Slam in carriera per la Williams, il secondo dell'anno e la quinta vittoria a New York.

### Doppio maschile
Leander Paes /  Radek Štěpánek hanno sconfitto in finale  Alexander Peya /  Bruno Soares con il punteggio di 6–1, 6–3.
- È il secondo slam per Paes e Štěpánek, primo titolo dell'anno per la coppia.

### Doppio femminile
Andrea Hlaváčková /  Lucie Hradecká hanno sconfitto in finale  Ashleigh Barty /  Casey Dellacqua con il punteggio di 6(4)–7, 6–1, 6–4.
- È il secondo slam per Hlaváčková e Hradecká, secondo titolo dell'anno per la coppia.

### Doppio misto
Andrea Hlaváčková /  Maks Mirny hanno sconfitto in finale  Abigail Spears /  Santiago González con il punteggio di 7–6(5), 6–3.
- È il primo titolo di misto per la Hlaváčková, quarto per Mirny.

## Junior

### Singolare ragazzi
Borna Ćorić ha sconfitto in finale  Thanasi Kokkinakis con il punteggio di 3–6, 6–3, 6–1.

### Singolare ragazze
Ana Konjuh ha sconfitto in finale  Tornado Alicia Black con il punteggio di 3–6, 6–4, 7–6(6).

### Doppio ragazzi
Kamil Majchrzak /  Martin Redlicki hanno sconfitto in finale  Quentin Halys /  Frederico Ferreira Silva con il punteggio di 6–3, 6–4.

### Doppio ragazze
Barbora Krejčíková /  Kateřina Siniaková hanno sconfitto in finale  Belinda Bencic /  Sara Sorribes Tormo con il punteggio di 6–3, 6–4.

## Tennisti in carrozzina

### Singolare maschile carrozzina
Stéphane Houdet ha sconfitto in finale  Shingo Kunieda con il punteggio di 6–2, 6–4.

### Singolare femminile carrozzina
Aniek van Koot ha sconfitto in finale  Sabine Ellerbrock con il punteggio di 3–6, 6–2, 7–6(5).

### Quad singolare
Lucas Sithole ha sconfitto in finale  David Wagner con il punteggio di 3–6, 6–4, 6–4.

### Doppio maschile carrozzina
Michael Jeremiasz /  Maikel Scheffers hanno sconfitto in finale  Gustavo Fernandez /  Joachim Gérard con il punteggio di 6–0, 4–6, 6–3.

### Doppio femminile carrozzina
Jiske Griffioen /  Aniek van Koot hanno sconfitto in finale  Sabine Ellerbrock /  Yui Kamiji con il punteggio di 6–3, 6–4.

### Quad doppio
David Wagner /  Nick Taylor hanno sconfitto in finale  Andy Lapthorne /  Lucas Sithole con il punteggio di 6–0, 2–6, 6–3.

## Leggende

### Doppio leggende maschile
John McEnroe /  Patrick McEnroe hanno sconfitto in finale  Michael Chang /  Todd Martin con il punteggio di 6–4, 6–0.

### Doppio leggende femminile
Martina Navrátilová /  Rennae Stubbs hanno sconfitto in finale  Chanda Rubin /  Iva Majoli con il punteggio di 6–2, 6–4.

### Doppio leggende misto
Chris Evert /  Monica Seles hanno sconfitto in finale  Jason Biggs /  Rainn Wilson con il punteggio di 3–2(7).

## Teste di serie nel singolare
Le seguenti tabelle illustrano i giocatori e le giocatrici che non hanno partecipato al torneo, quelli che sono stati eliminati, e i loro nuovi punteggi nelle classifiche ATP e WTA. Le teste di serie sono assegnate in base ai ranking ATP e WTA del 20 agosto 2013.
| Legenda colori             |
| Vincitore                  |
| Finalista                  |
| Semifinalista              |
| Quarti di finale           |
| Eliminati a 1T, 2T, 3T, 4T |
| Non partecipa              |

### Classifica singolare maschile
| Testa di serie | Ranking | Giocatore             | Punti  | Punti da difendere | Punti conquistati | Nuovo punteggio | Situazione                                    |
| -------------- | ------- | --------------------- | ------ | ------------------ | ----------------- | --------------- | --------------------------------------------- |
| 1              | 1       | Novak Đoković         | 10,980 | 1200               | 1200              | 10,980          | Sconfitto in finale da Rafael Nadal (2)       |
| 2              | 2       | Rafael Nadal          | 8,860  | 0                  | 2000              | 10,860          | Vincitore in finale contro Novak Đoković (1)  |
| 3              | 3       | Andy Murray           | 8,700  | 2000               | 360               | 7,060           | Eliminato ai QF da Stan Wawrinka (9)          |
| 4              | 4       | David Ferrer          | 7,175  | 720                | 360               | 6,815           | Eliminato ai QF da Richard Gasquet (8)        |
| 5              | 5       | Tomáš Berdych         | 5,135  | 720                | 180               | 4,595           | Eliminato al 4T da Stan Wawrinka (9)          |
| 6              | 6       | Juan Martín del Potro | 4,740  | 360                | 45                | 4,425           | Eliminato al 2T da Lleyton Hewitt             |
| 7              | 7       | Roger Federer         | 4,695  | 360                | 180               | 4,515           | Eliminato al 4T da Tommy Robredo (19)         |
| N/A            | 8       | Jo-Wilfried Tsonga    | 3,470  | 45                 | 0                 | 3,425           | Infortunio al ginocchio                       |
| 8              | 9       | Richard Gasquet       | 2,670  | 180                | 720               | 3,210           | Eliminato in SF da Rafael Nadal (2)           |
| 9              | 10      | Stan Wawrinka         | 2,610  | 180                | 720               | 3,150           | Eliminato in SF da Novak Đoković (1)          |
| 10             | 11      | Milos Raonic          | 2,555  | 180                | 180               | 2,555           | Eliminato al 4T da Richard Gasquet (8)        |
| 11             | 12      | Kei Nishikori         | 2,405  | 90                 | 10                | 2,325           | Eliminato al 1T da Daniel Evans (Q)           |
| 12             | 13      | John Isner            | 1,935  | 90                 | 90                | 1,935           | Eliminato al 3T da Philipp Kohlschreiber (22) |
| 13             | 14      | Tommy Haas            | 2,185  | 10                 | 90                | 2,265           | Eliminato al 3T da Michail Južnyj (21)        |
| 14             | 15      | Jerzy Janowicz        | 2,129  | 10                 | 10                | 2,129           | Eliminato al 1T da Máximo González (Q)        |
| 15             | 16      | Nicolás Almagro       | 2,110  | 180                | 10                | 1,940           | Eliminato al 1T da Denis Istomin              |
| N/A            | 17      | Gilles Simon          | 2,040  | 90                 | 0                 | 1,950           | Pertosse                                      |
| 16             | 18      | Fabio Fognini         | 2,025  | 90                 | 10                | 1,945           | Eliminato al 1T da Rajeev Ram (WC)            |
| N/A            | 19      | Marin Čilić           | 1,805  | 360                | 0                 | 1,445           | Sospeso dall'ITF                              |
| 17             | 20      | Kevin Anderson        | 1,740  | 10                 | 45                | 1,775           | Eliminato al 2T da Marcos Baghdatis           |
| 18             | 21      | Janko Tipsarević      | 1,650  | 360                | 180               | 1,470           | Eliminato al 4T da David Ferrer (4)           |
| 19             | 22      | Tommy Robredo         | 1,620  | 45                 | 360               | 1,935           | Eliminato ai QF da Rafael Nadal (2)           |
| 20             | 23      | Andreas Seppi         | 1,550  | 10                 | 90                | 1,630           | Eliminato al 3T da Denis Istomin              |
| 21             | 24      | Michail Južnyj        | 1,475  | 10                 | 360               | 1,825           | Eliminato ai QF da Novak Đoković (1)          |
| 22             | 25      | Philipp Kohlschreiber | 1,445  | 180                | 180               | 1,445           | Eliminato al 4T da Rafael Nadal (2)           |
| 23             | 26      | Feliciano López       | 1,435  | 90                 | 90                | 1,435           | Eliminato al 3T da Milos Raonic (10)          |
| 24             | 27      | Benoît Paire          | 1,415  | 45                 | 10                | 1,380           | Eliminato al 1T da Alex Bogomolov Jr.         |
| 25             | 28      | Grigor Dimitrov       | 1,375  | 10                 | 10                | 1,375           | Eliminato al 1T da João Sousa                 |
| 26             | 29      | Sam Querrey           | 1,310  | 90                 | 45                | 1,265           | Eliminato al 2T da Adrian Mannarino           |
| 27             | 30      | Fernando Verdasco     | 1,325  | 90                 | 10                | 1,245           | Eliminato al 1T da Ivan Dodig                 |
| 28             | 31      | Juan Mónaco           | 1,275  | 10                 | 10                | 1,275           | Eliminato al 1T da Florian Mayer              |
| 29             | 32      | Jürgen Melzer         | 1,425  | 10                 | 10                | 1,425           | Eliminato al 1T da Evgenij Donskoj            |
| 30             | 33      | Ernests Gulbis        | 1,191  | 45                 | 10                | 1,156           | Eliminato al 1T da Andreas Haider-Maurer      |
| 31             | 34      | Julien Benneteau      | 1,185  | 45                 | 90                | 1,230           | Eliminato al 3T da Tomáš Berdych (5)          |
| 32             | 35      | Dmitrij Tursunov      | 1,151  | 0                  | 90                | 1,241           | Eliminato al 3T da Richard Gasquet (8)        |

### Classifica singolare femminile
| Testa di serie | Ranking | Giocatrice               | Punti  | Punti da difendere | Punti conquistati | Nuovo punteggio | Situazione                                       |
| -------------- | ------- | ------------------------ | ------ | ------------------ | ----------------- | --------------- | ------------------------------------------------ |
| 1              | 1       | Serena Williams          | 12,260 | 2000               | 2000              | 12,260          | Vittoria in finale contro Viktoryja Azaranka (2) |
| 2              | 2       | Viktoryja Azaranka       | 9,505  | 1400               | 1400              | 9,505           | Sconfitta in finale da Serena Williams (1)       |
| N/A            | 3       | Marija Šarapova          | 8,835  | 900                | 0                 | 7,935           | Borsite alla spalla destra                       |
| 3              | 4       | Agnieszka Radwańska      | 6,335  | 280                | 280               | 6,335           | Eliminata al 4T da Ekaterina Makarova (24)       |
| 4              | 5       | Sara Errani              | 4,985  | 900                | 100               | 4,185           | Eliminata al 2T da Flavia Pennetta               |
| 5              | 6       | Li Na                    | 4,825  | 160                | 900               | 5,565           | Eliminata in SF da Serena Williams (1)           |
| N/A            | 7       | Marion Bartoli           | 4,365  | 500                | 0                 | 3,865           | Ritirata dal tennis                              |
| 6              | 8       | Caroline Wozniacki       | 3,490  | 5                  | 160               | 3,645           | Eliminata al 3T da Camila Giorgi (Q)             |
| 7              | 9       | Petra Kvitová            | 3,290  | 280                | 160               | 3,170           | Eliminata al 3T da Alison Riske (WC)             |
| 8              | 10      | Angelique Kerber         | 3,420  | 280                | 280               | 3,420           | Eliminata al 4T da Carla Suárez Navarro (18)     |
| 9              | 11      | Jelena Janković          | 3,265  | 160                | 280               | 3,385           | Eliminata al 4T da Li Na (5)                     |
| 10             | 12      | Roberta Vinci            | 3,065  | 500                | 500               | 3,065           | Eliminata ai QF da Flavia Pennetta               |
| 11             | 13      | Samantha Stosur          | 3,210  | 500                | 5                 | 2,715           | Eliminata al 1T da Victoria Duval (Q)            |
| 12             | 14      | Kirsten Flipkens         | 2,962  | 160                | 5                 | 2,807           | Eliminata al 1T da Venus Williams                |
| 13             | 15      | Ana Ivanović             | 2,941  | 500                | 280               | 2,721           | Eliminata al 4T da Viktoryja Azaranka (2)        |
| 14             | 16      | Marija Kirilenko         | 2,939  | 160                | 160               | 2,939           | Eliminata al 3T da Simona Halep (21)             |
| 15             | 17      | Sloane Stephens          | 2,925  | 160                | 280               | 3,045           | Eliminata al 4T da Serena Williams (1)           |
| 16             | 18      | Sabine Lisicki           | 2,616  | 5                  | 160               | 2,771           | Eliminata al 3T da Ekaterina Makarova (24)       |
| 17             | 19      | Dominika Cibulková       | 2,281  | 160                | 5                 | 2,125           | Eliminata al 1T da Elina Svitolina               |
| 18             | 20      | Carla Suárez Navarro     | 2,375  | 100                | 500               | 2,775           | Eliminata ai QF da Serena Williams (1)           |
| 19             | 21      | Sorana Cîrstea           | 2,250  | 100                | 100               | 2,250           | Eliminata al 2T da Kurumi Nara (Q)               |
| 20             | 22      | Nadia Petrova            | 2,212  | 280                | 5                 | 1,936           | Eliminata al 1T da Julia Glushko (Q)             |
| 21             | 23      | Simona Halep             | 2,450  | 100                | 280               | 2,630           | Eliminata al 4T da Flavia Pennetta               |
| 22             | 24      | Elena Vesnina            | 2,125  | 100                | 100               | 2,125           | Eliminata al 2T da Karin Knapp                   |
| 23             | 25      | Jamie Hampton            | 1,936  | 5                  | 160               | 2,091           | Eliminata al 3T da Sloane Stephens (15)          |
| 24             | 26      | Ekaterina Makarova       | 1,935  | 160                | 500               | 2,265           | Eliminata ai QF da Li Na (5)                     |
| 25             | 27      | Kaia Kanepi              | 1,781  | 0                  | 160               | 1,941           | Eliminata al 3T da Angelique Kerber (8)          |
| 26             | 28      | Alizé Cornet             | 1,720  | 100                | 160               | 1,780           | Eliminata al 3T da Viktoryja Azaranka (2)        |
| 27             | 29      | Svetlana Kuznecova       | 1,679  | 0                  | 160               | 1,839           | Eliminata al 3T da Flavia Pennetta               |
| 28             | 30      | Mona Barthel             | 1,580  | 5                  | 100               | 1,675           | Eliminata al 2T da Alison Riske (WC)             |
| 29             | 31      | Magdaléna Rybáriková     | 1,575  | 160                | 5                 | 1,415           | Eliminata al 1T da Patricia Mayr-Achleitner (LL) |
| 30             | 32      | Laura Robson             | 1,561  | 280                | 160               | 1,441           | Eliminata al 3T da Li Na (5)                     |
| 31             | 33      | Klára Zakopalová         | 1,600  | 5                  | 5                 | 1,600           | Eliminata al 1T da Hsieh Su-wei                  |
| 32             | 34      | Anastasija Pavljučenkova | 1,560  | 100                | 160               | 1,620           | Eliminata al 3T da Agnieszka Radwańska (3)       |
| N/A            | 48      | Daniela Hantuchová       | 1,185  | 5                  | 500               | 1,680           | Eliminata ai QF da Viktoryja Azaranka (2)        |
| N/A            | 83      | Flavia Pennetta          | 761    | 0                  | 900               | 1,661           | Eliminata in SF da Viktoryja Azaranka (2)        |

### Assegnazione punteggi
I punteggi delle classifiche ATP e WTA vengono assegnati come illustrato.
| Turno                | Singolare maschile | Doppio maschile | Singolare femminile | Doppio femminile |
| -------------------- | ------------------ | --------------- | ------------------- | ---------------- |
| Vincitore            | 2000               | 2000            | 2000                | 2000             |
| Finale               | 1200               | 1200            | 1400                | 1400             |
| Semifinali           | 720                | 720             | 900                 | 900              |
| Quarti di finale     | 360                | 360             | 500                 | 500              |
| Ottavi di finale     | 180                | 180             | 280                 | 280              |
| Terzo turno          | 90                 | 90              | 160                 | 160              |
| Secondo turno        | 45                 | 0               | 100                 | 5                |
| Primo turno          | 10                 | –               | 5                   | –                |
| Qualificazione       | 25                 | –               | 60                  | –                |
| 3T di qualificazione | 16                 | –               | 50                  | –                |
| 2T di qualificazione | 8                  | –               | 40                  | –                |
| 1T di qualificazione | 0                  | –               | 2                   | –                |

## Premi in denaro
Tutti i premi sono in dollari americani, e il montepremi complessivo è di 34,25 milioni. Nel doppio il premio è assegnato alla coppia.
| Risultato                    | Singolari maschile e femminile | Doppio maschile e femminile | Doppio misto |
| ---------------------------- | ------------------------------ | --------------------------- | ------------ |
| Campioni                     | 2 600 000 $                    | 460 000 $                   | 150 000 $    |
| Finale                       | 1 300 000 $                    | 230 000 $                   | 70 000 $     |
| Semifinale                   | 650 000 $                      | 115 000 $                   | 30 000 $     |
| Quarti di finale             | 325 000 $                      | 58 000 $                    | 15 000 $     |
| Quarto turno                 | 165 000 $                      | 30 000 $                    | 10 000 $     |
| Terzo turno                  | 93 000 $                       | 18 750 $                    | 5000 $       |
| Secondo turno                | 53 000 $                       | 12 500 $                    | –            |
| Primo turno                  | 32 000 $                       | –                           | –            |
| Ultimo turno qualificazioni  | 12 028 $                       | –                           | –            |
| Secondo turno qualificazioni | 7911 $                         | –                           | –            |
| Primo turno qualificazioni   | 4100 $                         | –                           | –            |